# Danh sách di sản văn hóa Tây Ban Nha được quan tâm ở hạt Noguera (tỉnh Lérida)
Danh sách di sản văn hóa Tây Ban Nha được quan tâm ở hạt Noguera (tỉnh Lérida).

## Di tích theo thành phố

### A

#### Àger(Àger)
| Tên                              | Dạng                                    | Địa điểm | Tọa độ                                        | Số hồ sơ tham khảo? | Ngày nhận danh hiệu? | Hình ảnh                                     |
| -------------------------------- | --------------------------------------- | -------- | --------------------------------------------- | ------------------- | -------------------- | -------------------------------------------- |
| Àger                             | Khu phức hợp lịch sử                    | Ager     | 41°59′58″B 0°45′46″Đ / 41,999567°B 0,76265°Đ  | RI-53-0000501       | 26-05-1998           | Casco Antiguo de Ager · Upload image         |
| Lâu đài San Lorenzo Lâu đài Ager | Di tích Kiến trúc quân sự               | Ager     | 42°02′35″B 0°41′39″Đ / 42,043183°B 0,694272°Đ | RI-51-0006202       | 08-11-1988           | Upload image                                 |
| Colegiata San Pedro Ager         | Di tích Kiến trúc phòng thủ y religiosa | Ager     | 41°59′59″B 0°45′46″Đ / 41,999814°B 0,762651°Đ | RI-51-0006200       | 08-11-1988           | Castillo y Colegiata de Ager · Upload image  |
| Nhà thờ San Vicente              | Di tích Kiến trúc tôn giáo              | Ager     | 41°59′56″B 0°45′51″Đ / 41,999008°B 0,764278°Đ | RI-51-0010220       | 26-05-1998           | Iglesia de San Vicente (Ager) · Upload image |
| Régola                           | Di tích                                 | Ager     |                                               | RI-51-0006206       | 08-11-1988           | Upload image                                 |
| Tháp Fontdepou                   | Di tích Tháp                            | Ager     | 41°57′40″B 0°45′27″Đ / 41,961031°B 0,757586°Đ | RI-51-0006203       | 08-11-1988           | Upload image                                 |
| Tháp Moros Corcá                 | Di tích Tháp                            | Ager     | 42°01′49″B 0°41′10″Đ / 42,030218°B 0,686101°Đ | RI-51-0006204       | 08-11-1988           | Upload image                                 |
| Tháp Millá                       | Di tích Tháp                            | Ager     | 41°57′28″B 0°41′52″Đ / 41,957857°B 0,697813°Đ | RI-51-0006205       | 08-11-1988           | Upload image                                 |
| Tháp Cas                         | Di tích Tháp                            | Ager     | 41°58′12″B 0°47′35″Đ / 41,969865°B 0,792952°Đ | RI-51-0006201       | 08-11-1988           | Upload image                                 |

#### Albesa
| Tên            | Dạng            | Địa điểm | Tọa độ                                        | Số hồ sơ tham khảo? | Ngày nhận danh hiệu? | Hình ảnh     |
| -------------- | --------------- | -------- | --------------------------------------------- | ------------------- | -------------------- | ------------ |
| Lâu đài Albesa | Di tích Lâu đài | Albesa   | 41°45′09″B 0°39′43″Đ / 41,752543°B 0,661877°Đ | RI-51-0006215       | 08-11-1988           | Upload image |

#### Algerri
| Tên             | Dạng            | Địa điểm | Tọa độ                                        | Số hồ sơ tham khảo? | Ngày nhận danh hiệu? | Hình ảnh     |
| --------------- | --------------- | -------- | --------------------------------------------- | ------------------- | -------------------- | ------------ |
| Lâu đài Algerri | Di tích Lâu đài | Algerri  | 41°49′04″B 0°38′15″Đ / 41,817785°B 0,637396°Đ | RI-51-0006223       | 08-11-1988           | Upload image |

#### Alòs de Balaguer(Alòs de Balaguer)
| Tên                          | Dạng                      | Địa điểm         | Tọa độ                                        | Số hồ sơ tham khảo? | Ngày nhận danh hiệu? | Hình ảnh                        |
| ---------------------------- | ------------------------- | ---------------- | --------------------------------------------- | ------------------- | -------------------- | ------------------------------- |
| Lâu đài Alós                 | Di tích Lâu đài           | Alós de Balaguer | 41°54′51″B 0°57′20″Đ / 41,914296°B 0,955495°Đ | RI-51-0006231       | 08-11-1988           | Castillo de Alós · Upload image |
| Los Aparets I, II, III và IV | Khu khảo cổ Nghệ thuật đá | Alós de Balaguer |                                               | RI-55-0000304       | 02-04-1991           | Upload image                    |

#### Artesa de Segre
| Tên                              | Dạng            | Địa điểm                            | Tọa độ                                        | Số hồ sơ tham khảo? | Ngày nhận danh hiệu? | Hình ảnh                                             |
| -------------------------------- | --------------- | ----------------------------------- | --------------------------------------------- | ------------------- | -------------------- | ---------------------------------------------------- |
| Antona I, II và III              | Khu khảo cổ     | Artesa de Segre                     |                                               | RI-55-0000315       | 02-04-1991           | Upload image                                         |
| Lâu đài Artesa                   | Di tích Lâu đài | Artesa de Segre                     | 41°53′31″B 1°03′17″Đ / 41,89203°B 1,054741°Đ  | RI-51-0006246       | 08-11-1988           | Upload image                                         |
| Lâu đài Comiols                  | Di tích Lâu đài | Artesa de Segre                     | 42°01′32″B 1°06′03″Đ / 42,025681°B 1,100938°Đ | RI-51-0006249       | 08-11-1988           | Castillo de Comiols · Upload image                   |
| Lâu đài Grialó                   | Di tích Lâu đài | Artesa de Segre                     | 41°54′01″B 1°06′21″Đ / 41,90033°B 1,105712°Đ  | RI-51-0006252       | 08-11-1988           | Upload image                                         |
| Lâu đài Vall Ariet               | Di tích Lâu đài | Artesa de Segre                     | 41°59′04″B 0°58′54″Đ / 41,984563°B 0,981631°Đ | RI-51-0006248       | 08-11-1988           | Upload image                                         |
| Lâu đài Meiá                     | Di tích Lâu đài | Artesa de Segre Santa María de Meiá |                                               | RI-51-0006542       | 08-11-1988           | Upload image                                         |
| Lâu đài Montmagastre             | Di tích Lâu đài | Artesa de Segre                     | 41°58′34″B 1°07′44″Đ / 41,976089°B 1,128922°Đ | RI-51-0006250       | 08-11-1988           | Castillo de Montmagastre · Upload image              |
| Lâu đài Seró                     | Di tích Lâu đài | Artesa de Segre                     | 41°52′32″B 1°06′22″Đ / 41,875453°B 1,106244°Đ | RI-51-0006253       | 08-11-1988           | Castillo de Seró · Upload image                      |
| Lâu đài Tudela, Cổng và Murallas | Di tích Lâu đài | Artesa de Segre                     | 41°52′18″B 1°05′03″Đ / 41,871531°B 1,084093°Đ | RI-51-0006251       | 08-11-1988           | Castillo de Tudela, Puerta y Murallas · Upload image |
| Lâu đài Vilves                   | Di tích Lâu đài | Artesa de Segre                     | 41°55′04″B 1°04′57″Đ / 41,917642°B 1,082468°Đ | RI-51-0006254       | 08-11-1988           | Upload image                                         |
| Collfred                         | Di tích         | Artesa de Segre                     | 41°54′59″B 1°06′48″Đ / 41,916344°B 1,113208°Đ | RI-51-0006255       | 08-11-1988           | Upload image                                         |
| Granja                           | Di tích         | Artesa de Segre                     | 41°53′49″B 1°02′52″Đ / 41,896817°B 1,047704°Đ | RI-51-0006247       | 08-11-1988           | Upload image                                         |
| Khu dân cư Ibero-romano Antona   | Khu khảo cổ     | Artesa de Segre                     |                                               | RI-55-0000091       | 03-11-1978           | Upload image                                         |

#### Les Avellanes i Santa Linya(Les Avellanes i Santa Linya)
| Tên                | Dạng            | Địa điểm             | Tọa độ                                        | Số hồ sơ tham khảo? | Ngày nhận danh hiệu? | Hình ảnh     |
| ------------------ | --------------- | -------------------- | --------------------------------------------- | ------------------- | -------------------- | ------------ |
| Lâu đài Santa Liña | Di tích Lâu đài | Avellanes Santa Liña | 41°55′37″B 0°48′03″Đ / 41,926935°B 0,800914°Đ | RI-51-0006258       | 08-11-1988           | Upload image |
| Lâu đài Tartareu   | Di tích Lâu đài | Avellanes Santa Liña | 41°55′14″B 0°43′08″Đ / 41,920661°B 0,718814°Đ | RI-51-0006257       | 08-11-1988           | Upload image |

### B

#### Balaguer (Lérida)
| Tên                                              | Dạng                       | Địa điểm | Tọa độ                                        | Số hồ sơ tham khảo?         | Ngày nhận danh hiệu? | Hình ảnh                                                   |
| ------------------------------------------------ | -------------------------- | -------- | --------------------------------------------- | --------------------------- | -------------------- | ---------------------------------------------------------- |
| Lâu đài Formós Lâu đài Balaguer hay Lâu đài Suda | Di tích Kiến trúc quân sự  | Balaguer | 41°47′37″B 0°48′21″Đ / 41,793655°B 0,805908°Đ | RI-51-0006262 RI-51-0006264 | 08-11-1988           | Castillo Formós · Upload image                             |
| Tu viện Santo Domingo                            | Di tích Kiến trúc tôn giáo | Balaguer | 41°47′38″B 0°48′34″Đ / 41,793778°B 0,809372°Đ | RI-51-0001658               | 16-06-1966           | Convento de Santo Domingo · Upload image                   |
| Nhà thờ Santa María                              | Di tích Kiến trúc tôn giáo | Balaguer | 41°47′30″B 0°48′16″Đ / 41,79172°B 0,804406°Đ  | RI-51-0005078               | 06-12-1983           | Iglesia de Santa María · Upload image                      |
| Tu viện Santa María Les Franqueses               | Di tích Kiến trúc tôn giáo | Balaguer | 41°45′21″B 0°47′27″Đ / 41,755918°B 0,790807°Đ | RI-51-0005093               | 17-12-1984           | Monasterio de Santa María de Les Franqueses · Upload image |
| Tường thành Balaguer                             | Di tích Kiến trúc quân sự  | Balaguer | 41°47′25″B 0°48′12″Đ / 41,790342°B 0,803444°Đ | RI-51-0006263               | 08-11-1988           | Murallas de Balaguer · Upload image                        |

### C

#### Cabanabona
| Tên            | Dạng         | Địa điểm   | Tọa độ                                        | Số hồ sơ tham khảo? | Ngày nhận danh hiệu? | Hình ảnh     |
| -------------- | ------------ | ---------- | --------------------------------------------- | ------------------- | -------------------- | ------------ |
| Tháp Vilamajor | Di tích Tháp | Cabanabona | 41°50′16″B 1°13′09″Đ / 41,837794°B 1,219254°Đ | RI-51-0006287       | 08-11-1988           | Upload image |

#### Camarasa (Lérida)
| Tên                         | Dạng                | Địa điểm | Tọa độ                                        | Số hồ sơ tham khảo? | Ngày nhận danh hiệu? | Hình ảnh                             |
| --------------------------- | ------------------- | -------- | --------------------------------------------- | ------------------- | -------------------- | ------------------------------------ |
| Lâu đài Camarasa            | Di tích Lâu đài     | Camarasa | 41°52′35″B 0°52′43″Đ / 41,876333°B 0,878524°Đ | RI-51-0006289       | 08-11-1988           | Castillo de Camarasa · Upload image  |
| Lâu đài Llorenc             | Di tích Lâu đài     | Camarasa | 41°52′15″B 0°49′45″Đ / 41,870964°B 0,829155°Đ | RI-51-0006291       | 08-11-1988           | Upload image                         |
| Lâu đài San Oisme           | Di tích Lâu đài     | Camarasa | 41°59′53″B 0°50′41″Đ / 41,998061°B 0,844655°Đ | RI-51-0006292       | 08-11-1988           | Castillo de San Oisme · Upload image |
| Hang Tabac                  | Khu khảo cổ         | Camarasa |                                               | RI-55-0000312       | 02-04-1991           | Upload image                         |
| Recinto amurallado Camarasa | Di tích Tường thành | Camarasa | 41°52′30″B 0°52′38″Đ / 41,874874°B 0,877129°Đ | RI-51-0006290       | 08-11-1988           | Upload image                         |
| Khu vực Khảo cổ Balma Panta | Khu khảo cổ         | Camarasa |                                               | RI-55-0000307       | 02-04-1991           | Upload image                         |

#### Castelló de Farfanya(Castelló de Farfanya)
| Tên                      | Dạng            | Địa điểm             | Tọa độ                                        | Số hồ sơ tham khảo? | Ngày nhận danh hiệu? | Hình ảnh                                       |
| ------------------------ | --------------- | -------------------- | --------------------------------------------- | ------------------- | -------------------- | ---------------------------------------------- |
| Lâu đài Castelló Farfaña | Di tích Lâu đài | Castellón de Farfaña | 41°49′17″B 0°43′33″Đ / 41,821367°B 0,725767°Đ | RI-51-0006300       | 08-11-1988           | Castillo de Castelló de Farfaña · Upload image |
| Muros Castellón Farfaña  | Di tích         | Castellón de Farfaña | 41°49′18″B 0°43′39″Đ / 41,821697°B 0,727635°Đ | RI-51-0006301       | 08-11-1988           | Upload image                                   |

#### Cubells
| Tên                          | Dạng            | Địa điểm | Tọa độ                                        | Số hồ sơ tham khảo? | Ngày nhận danh hiệu? | Hình ảnh                                           |
| ---------------------------- | --------------- | -------- | --------------------------------------------- | ------------------- | -------------------- | -------------------------------------------------- |
| Lâu đài Cubells              | Di tích Lâu đài | Cubells  | 41°51′06″B 0°57′30″Đ / 41,851773°B 0,958465°Đ | RI-51-0006317       | 08-11-1988           | Upload image                                       |
| Nhà thờ Santa María Castillo | Di tích Nhà thờ | Cubells  | 41°51′05″B 0°57′31″Đ / 41,85151°B 0,958667°Đ  | RI-51-0005086       | 20-07-1984           | Iglesia de Santa María del Castillo · Upload image |

### F

#### Foradada
| Tên                | Dạng                                                           | Địa điểm           | Tọa độ                                        | Số hồ sơ tham khảo? | Ngày nhận danh hiệu? | Hình ảnh                             |
| ------------------ | -------------------------------------------------------------- | ------------------ | --------------------------------------------- | ------------------- | -------------------- | ------------------------------------ |
| Lâu đài Málagastre | Di tích Lâu đài                                                | Foradada           |                                               | RI-51-0006331       | 08-11-1988           | Upload image                         |
| Lâu đài Montsonís  | Di tích Kiến trúc phòng thủ Thời gian: Thế kỷ 11 đến Thế kỷ 16 | Foradada Montsonis | 41°53′14″B 1°01′22″Đ / 41,887108°B 1,022836°Đ | RI-51-0006327       | 08-11-1988           | Castillo de Montsonís · Upload image |
| Lâu đài Rubió      | Di tích Lâu đài                                                | Foradada           | 41°54′23″B 0°59′50″Đ / 41,906365°B 0,99716°Đ  | RI-51-0006329       | 08-11-1988           | Castillo de Rubió · Upload image     |
| Rubió Caps         | Di tích                                                        | Foradada           |                                               | RI-51-0006330       | 08-11-1988           | Upload image                         |
| Montsonis          | Di tích Kiến trúc phòng thủ Tường thành                        | Foradada Montsonís | 41°53′12″B 1°01′22″Đ / 41,886642°B 1,022667°Đ | RI-51-0006328       | 08-11-1988           | Muros de Montsonís · Upload image    |

### L

#### La Baronia de Rialb
| Tên                         | Dạng            | Địa điểm                    | Tọa độ                                        | Số hồ sơ tham khảo? | Ngày nhận danh hiệu? | Hình ảnh                                            |
| --------------------------- | --------------- | --------------------------- | --------------------------------------------- | ------------------- | -------------------- | --------------------------------------------------- |
| Lâu đài Doncella            | Di tích Lâu đài | La Baronia de Rialb         | 42°02′25″B 1°08′56″Đ / 42,040323°B 1,148777°Đ | RI-51-0006266       | 08-11-1988           | Upload image                                        |
| Tu viện Santa María Gualter | Di tích Tu viện | La Baronia de Rialb Gualter | 41°55′41″B 1°11′54″Đ / 41,927942°B 1,198279°Đ | RI-51-0000699       | 03-06-1931           | Monasterio de Santa María de Gualter · Upload image |
| Polig                       | Di tích         | La Baronia de Rialb         | 41°58′55″B 1°13′09″Đ / 41,981962°B 1,219167°Đ | RI-51-0006267       | 08-11-1988           | Upload image                                        |

#### La Sentiu de Sió
| Tên            | Dạng            | Địa điểm         | Tọa độ | Số hồ sơ tham khảo? | Ngày nhận danh hiệu? | Hình ảnh     |
| -------------- | --------------- | ---------------- | ------ | ------------------- | -------------------- | ------------ |
| Guardia Sentiu | Di tích Lâu đài | La Sentiu de Sió |        | RI-51-0006481       | 08-11-1988           | Upload image |

### M

#### Menarguéns(Menàrguens)
| Tên                | Dạng            | Địa điểm   | Tọa độ                                        | Số hồ sơ tham khảo? | Ngày nhận danh hiệu? | Hình ảnh     |
| ------------------ | --------------- | ---------- | --------------------------------------------- | ------------------- | -------------------- | ------------ |
| Lâu đài Menarguéns | Di tích Lâu đài | Menarguéns | 41°43′50″B 0°44′36″Đ / 41,730491°B 0,743196°Đ | RI-51-0006389       | 08-11-1988           | Upload image |

#### Montgai
| Tên             | Dạng            | Địa điểm | Tọa độ                                        | Số hồ sơ tham khảo? | Ngày nhận danh hiệu? | Hình ảnh     |
| --------------- | --------------- | -------- | --------------------------------------------- | ------------------- | -------------------- | ------------ |
| Lâu đài Montgai | Di tích Lâu đài | Montgai  | 41°48′03″B 0°57′42″Đ / 41,800866°B 0,961644°Đ | RI-51-0006396       | 08-11-1988           | Upload image |

### O

#### Oliola
| Tên                  | Dạng            | Địa điểm | Tọa độ                                        | Số hồ sơ tham khảo? | Ngày nhận danh hiệu? | Hình ảnh                                |
| -------------------- | --------------- | -------- | --------------------------------------------- | ------------------- | -------------------- | --------------------------------------- |
| Lâu đài Castellblanc | Di tích Lâu đài | Oliola   | 41°48′05″B 1°09′29″Đ / 41,80137°B 1,158033°Đ  | RI-51-0006411       | 08-11-1988           | Castillo de Castellblanc · Upload image |
| Lâu đài Oliola       | Di tích Lâu đài | Oliola   | 41°52′35″B 1°10′24″Đ / 41,876303°B 1,173231°Đ | RI-51-0006408       | 08-11-1988           | Upload image                            |
| Lâu đài Gos          | Di tích Lâu đài | Oliola   |                                               | RI-51-0006409       | 08-11-1988           | Upload image                            |
| Tháp Cargol          | Di tích Tháp    | Oliola   |                                               | RI-51-0006410       | 08-11-1988           | Upload image                            |

#### Os de Balaguer
| Tên                        | Dạng                       | Địa điểm             | Tọa độ                                        | Số hồ sơ tham khảo? | Ngày nhận danh hiệu? | Hình ảnh                                                              |
| -------------------------- | -------------------------- | -------------------- | --------------------------------------------- | ------------------- | -------------------- | --------------------------------------------------------------------- |
| Lâu đài Gerb               | Di tích Lâu đài            | Os de Balaguer       | 41°49′40″B 0°48′12″Đ / 41,827899°B 0,803373°Đ | RI-51-0006418       | 08-11-1988           | Upload image                                                          |
| Lâu đài Os Balaguer        | Di tích Lâu đài            | Os de Balaguer       | 41°52′19″B 0°43′04″Đ / 41,871839°B 0,717725°Đ | RI-51-0006417       | 08-11-1988           | Castillo de Os de Balaguer · Upload image                             |
| Lâu đài Trago              | Di tích Lâu đài            | Os de Balaguer Trago | 41°56′48″B 0°36′32″Đ / 41,946638°B 0,608816°Đ | RI-51-0006419       | 08-11-1988           | Upload image                                                          |
| Hang Vilasos hay Vilars    | Khu khảo cổ                | Os de Balaguer       |                                               | RI-55-0000303       | 02-04-1991           | Upload image                                                          |
| Tu viện Bellpuig Avellanas | Di tích Kiến trúc tôn giáo | Os de Balaguer       | 41°52′31″B 0°45′27″Đ / 41,875173°B 0,757607°Đ | RI-51-0000690       | 03-06-1931           | Monasterio de Santa María de Bellpuig de los Avellanes · Upload image |

### P

#### Ponts, Lleida
| Tên               | Dạng                                | Địa điểm | Tọa độ                                        | Số hồ sơ tham khảo? | Ngày nhận danh hiệu? | Hình ảnh                            |
| ----------------- | ----------------------------------- | -------- | --------------------------------------------- | ------------------- | -------------------- | ----------------------------------- |
| Lâu đài Ponts     | Di tích Kiến trúc phòng thủ Lâu đài | Ponts    | 41°55′03″B 1°11′42″Đ / 41,917557°B 1,194867°Đ | RI-51-0006443       | 08-11-1988           | Castillo de Ponts · Upload image    |
| Castellot         | Di tích                             | Ponts    |                                               | RI-51-0006445       | 08-11-1988           | Upload image                        |
| Nhà thờ San Pedro | Di tích Nhà thờ                     | Ponts    | 41°54′59″B 1°11′48″Đ / 41,916464°B 1,196674°Đ | RI-51-0000694       | 03-06-1931           | Iglesia de San Pedro · Upload image |
| Tháp Cargol       | Di tích Tháp                        | Ponts    | 41°53′39″B 1°08′08″Đ / 41,894206°B 1,135667°Đ | RI-51-0006444       | 08-11-1988           | Upload image                        |

#### Preixens
| Tên              | Dạng            | Địa điểm | Tọa độ                                        | Số hồ sơ tham khảo? | Ngày nhận danh hiệu? | Hình ảnh     |
| ---------------- | --------------- | -------- | --------------------------------------------- | ------------------- | -------------------- | ------------ |
| Lâu đài Preixens | Di tích Lâu đài | Preixens | 41°47′40″B 1°03′03″Đ / 41,794474°B 1,050889°Đ | RI-51-0006448       | 08-11-1988           | Upload image |

### T

#### Térmens
| Tên                      | Dạng                                                           | Địa điểm | Tọa độ                                        | Số hồ sơ tham khảo? | Ngày nhận danh hiệu? | Hình ảnh                                   |
| ------------------------ | -------------------------------------------------------------- | -------- | --------------------------------------------- | ------------------- | -------------------- | ------------------------------------------ |
| Antigua Nhà thờ San Juan | Di tích Kiến trúc tôn giáo Kiểu: Arquitectura gótica en España | Térmens  | 41°43′09″B 0°45′32″Đ / 41,719053°B 0,758905°Đ | RI-51-0004480       | 27-03-1981           | Antigua Iglesia de San Juan · Upload image |
| Vila Térmens             | Di tích                                                        | Térmens  |                                               | RI-51-0006503       | 08-11-1988           | Upload image                               |

#### Tiurana
| Tên                         | Dạng                | Địa điểm | Tọa độ                                        | Số hồ sơ tham khảo? | Ngày nhận danh hiệu? | Hình ảnh     |
| --------------------------- | ------------------- | -------- | --------------------------------------------- | ------------------- | -------------------- | ------------ |
| Recinto Fortificado Tiurana | Di tích Tường thành | Tiurana  | 41°58′34″B 1°15′20″Đ / 41,976145°B 1,255578°Đ | RI-51-0006505       | 08-11-1988           | Upload image |

### V

#### Vallfogona de Balaguer
| Tên            | Dạng            | Địa điểm               | Tọa độ                                       | Số hồ sơ tham khảo? | Ngày nhận danh hiệu? | Hình ảnh                             |
| -------------- | --------------- | ---------------------- | -------------------------------------------- | ------------------- | -------------------- | ------------------------------------ |
| Lâu đài Rápita | Di tích Lâu đài | Vallfogona de Balaguer | 41°47′15″B 0°50′01″Đ / 41,787552°B 0,83361°Đ | RI-51-0006532       | 08-11-1988           | Castillo de la Rápita · Upload image |

#### Vilanova de l'Aguda(Vilanova de l’Aguda)
| Tên                               | Dạng                | Địa điểm             | Tọa độ                                        | Số hồ sơ tham khảo? | Ngày nhận danh hiệu? | Hình ảnh                            |
| --------------------------------- | ------------------- | -------------------- | --------------------------------------------- | ------------------- | -------------------- | ----------------------------------- |
| Lâu đài Aguda                     | Di tích Lâu đài     | Vilanova de la Aguda | 41°56′16″B 1°16′07″Đ / 41,937857°B 1,268642°Đ | RI-51-0006538       | 08-11-1988           | Upload image                        |
| Lâu đài Ribelles                  | Di tích Lâu đài     | Vilanova de la Aguda | 41°53′01″B 1°16′40″Đ / 41,883649°B 1,277781°Đ | RI-51-0006539       | 08-11-1988           | Castillo de Ribelles · Upload image |
| Recinto amurallado Vilanova Aguda | Di tích Tường thành | Vilanova de la Aguda |                                               | RI-51-0006540       | 08-11-1988           | Upload image                        |

#### Vilanova de Meià(Vilanova de Meià)
| Tên                  | Dạng                                | Địa điểm         | Tọa độ                                        | Số hồ sơ tham khảo? | Ngày nhận danh hiệu? | Hình ảnh                               |
| -------------------- | ----------------------------------- | ---------------- | --------------------------------------------- | ------------------- | -------------------- | -------------------------------------- |
| Lâu đài Cabrera      | Di tích Lâu đài                     | Vilanova de Meyá | 42°00′18″B 0°54′56″Đ / 42,005033°B 0,915645°Đ | RI-51-0012060       | 25-06-1985           | Upload image                           |
| Lâu đài Argentera    | Di tích Lâu đài                     | Vilanova de Meyá | 41°57′21″B 1°01′50″Đ / 41,955914°B 1,030627°Đ | RI-51-0006544       | 08-11-1988           | Upload image                           |
| Lâu đài Meyá         | Di tích Kiến trúc phòng thủ Lâu đài | Vilanova de Meyá | 42°00′15″B 1°01′03″Đ / 42,004186°B 1,017478°Đ | RI-51-0006541       | 08-11-1988           | Castillo de Meyá · Upload image        |
| Lâu đài Orenga       | Di tích Lâu đài                     | Vilanova de Meyá | 41°59′31″B 0°56′44″Đ / 41,991893°B 0,945459°Đ | RI-51-0006543       | 08-11-1988           | Upload image                           |
| Lâu đài Peralba      | Di tích Lâu đài                     | Vilanova de Meyá | 41°59′38″B 0°55′10″Đ / 41,993868°B 0,919406°Đ | RI-51-0012061       | 25-06-1985           | Castillo de Peralba · Upload image     |
| Hang Cogulló         | Khu khảo cổ Nghệ thuật đá           | Vilanova de Meyá |                                               | RI-55-0000309       | 02-04-1991           | Upload image                           |
| Nhà thờ San Salvador | Di tích Nhà thờ                     | Vilanova de Meyá | 41°59′44″B 1°01′22″Đ / 41,995504°B 1,022652°Đ | RI-51-0005083       | 20-07-1984           | Iglesia de San Salvador · Upload image |